# Thérèse Rondeau
Thérèse Rondeau (* 6. Oktober 1793 in Laval; † 16. Juli 1866 ebenda) war eine französische römisch-katholische Ordensgründerin. Sie gründete 1818 die Sœurs de Notre-Dame de la Miséricorde de Laval (Schwestern der Muttergottes von der Barmherzigkeit von Laval).

## Leben und Werk
Thérèse Rondeau verlor 1812 ihren Vater und übte ab dem Alter von 19 Jahren den Beruf einer Büglerin aus. Ab 1816 kümmerte sie sich auf Geheiß des Jesuiten J. Chanon um die Resozialisierung von Prostituierten. Als sie 1817 bei den Dames du Sacré-Coeur von Sophie Barat eintreten wollte, hielt sie ein Jesuit davon ab und schickte sie nach Bordeaux zu Marie-Thérèse de Lamourous (1754–1836), die dort 1801 die Kongregation Soeurs de la Miséricorde de Bordeaux zur Betreuung von Prostituierten gegründet hatte (seit 1971 „Soeurs de Marie-Joseph et de la Miséricorde“). Thérèse Rondeau wurde Novizin, kehrte nach Laval zurück und gründete 1818 die Kongregation der Schwestern der Muttergottes von der Barmherzigkeit von Laval, die 1825 offiziell anerkannt wurde. 1820 kaufte sie ein Gebäude in der Rue du Paradis Nr. 27 (heute Altersheim). 1826 kaufte sie die Zweitniederlassung Saint-Joseph-des-Champs, wo später eine Kapelle errichtet wurde. 1855 konnte in Quimper eine Filiale gegründet werden. 1862 kam Ewa Potocka (1814–1881) nach Laval und gründete anschließend in Polen die Schwestern der Muttergottes von der Barmherzigkeit, aus denen die heilige Maria Faustyna Kowalska hervorging. Die seit 1838 ständig kranke Thérèse Rondeau starb 1866 im Alter von 72 Jahren. Im Jahre ihres Todes wurden 500 Frauen betreut.